# Trididemnum delesseriae
Trididemnum delesseriae är en sjöpungsart som beskrevs av Francoise Lafargue 1968 . Trididemnum delesseriae ingår i släktet Trididemnum och familjen Didemnidae. Inga underarter finns listade i Catalogue of Life.